# Гришина (Архангельская область)
Гришина — деревня в Плесецком районе Архангельской области России. Входит в состав Тарасовского сельского поселения.

## География
Вблизи деревни протекает река Перечега (приток Пуксы), впадающая в озеро Монастырское. Сама деревня находится на его высоком берегу. Высота деревенского холма — 62 метра. Максимальная глубина Монастырского озера — 8 метров. Во время весеннего половодья Перечега затапливает пешеходный мостик — путь из деревни Монастырь в Гришину. От грунтовой дороги из села Тарасово в село Церковное к деревне ведёт просёлочная дорога, огибающая озеро Монастырское.
Местные жители различают две деревни: Гришина и Малогришина. Это объясняется тем, что часть домов находится на солидном удалении от остальных.

## Демография
По данным Всероссийской переписи населения 2010 года в деревне проживало 2 человека.

## Инфраструктура
В деревне установлен таксофон. К жилым домам проведено электричество, газ, интернет.

## История
Деревня впервые упоминается в 1556 году в Сотных книгах Каргопольского уезда. В годы гражданской войны, при наступлении Красной Армии, деревня сильно пострадала от шрапнельных снарядов интервентов.